# Great Highland bagpipe
Ne doit pas être confondu avec Biniou kozh.
La cornemuse écossaise, ou pìob-mhòr en gaélique écossais (grande cornemuse), ou great Highland bagpipe en anglais (grande cornemuse des Highlands), est un instrument à vent d'Écosse répandu à travers l'ancien empire britannique. C'est une cornemuse comportant trois bourdons (un basse et deux ténors) à anche simple, et un chanter muni d'une anche double.
Entre 1880 et 1900, le Great Highland bagpipe fut importé d'Écosse en Bretagne par Jean Guillerm à Belle-Isle-en-Terre (près de Guingamp) et devint le binioù braz (en breton, litt. : « grande cornemuse », pib veur pour son expression adaptée du gaélique pìob mhòr).

## Jeu
C'est encore aujourd'hui la cornemuse militaire des armées britanniques.
La tendance actuelle est d'équiper les bourdons d'anches en plastique, moins sensibles aux variations de température et d'humidité. L'instrument gagne en fiabilité et se montre plus facile à accorder. L'anche double placée à la base du chanter est le plus souvent en roseau bien qu'il existe aussi des anches de chanter synthétiques.
Cette cornemuse est encore utilisée dans les pays celtiques et les anciennes colonies britanniques. En Bretagne, elle est utilisée par les bagadoù, son répertoire est alors composé de musique de marche, d'airs à danser ou de mélodies ; elle apparaît aussi lors des festoù-noz, il s'agit de musique à danser. Dans les Îles Britanniques, on la trouve dans les zones celtiques : en Irlande, en Écosse et au Pays de Galles. Au Nouveau-Monde, elle est présente au Canada et aux États-Unis dans les pipe bands et dans les zones de forte émigration écossaise ou irlandaise. En Inde et au Pakistan, elle est utilisée dans les brass-bands jouant pour les mariages.

### Épisode du débarquement de Normandie
L'usage de la cornemuse pour les cérémonies militaires dans les régiments écossais reste d'actualité, mais son usage en plein combat semblait relever d'un passé révolu, lorsqu'en 1944, lors du débarquement de Normandie, lord Lovat demanda à son cornemuseux, le soldat Bill Millin de jouer pour encourager les soldats alors que les balles et la mitraille allemande pleuvaient lors du débarquement sur la plage d'Hermanville. Miraculeusement, le musicien survécut. Il semblerait qu'un mitrailleur allemand se soit abstenu de tirer, le prenant pour un fou. Un autre fou, Jack Churchill, usa aussi de sa cornemuse pour galvaniser ses hommes lors du conflit.